# رابین و ماریان
«رابین و ماریان» (انگلیسی: Robin and Marian) فیلمی در ژانر درام، رمانتیک، و ماجرایی به کارگردانی ریچارد لستر است که در سال ۱۹۷۶ منتشر شد.

## بازیگران
- شان کانری
- آدری هپبورن
- رابرت شاو
- ریچارد هریس
- نیکول ویلیامسون
- دنهلم الیوت
- ایان هولم
- رانی بارکر
- ازموند نایت
- کنت کرانام
- ویکتوریا آبریل
- کنث هِـی